# Magnus Rinström
Magnus Rinström, född omkring 1673, död 22 januari 1723 i Linköping, var en borgmästare och postinspektor i Linköping.
Gifte sig den 13 januari 1701 i Linköping tillsammans med Helena Ryding, änka efter Gottfrid Alin. Rinström begravs den 27 januari 1723.